# Ama Rosa (película)
Ama Rosa es una adaptación cinematográfica del clásico folletín Ama Rosa de Guillermo Sautier Casaseca y Rafael Barón, dirigida por León Klimovsky y estrenada en 1960.

## Argumento
Rosa Alcázar cree que va a morir y ante esa presunta muerte inminente, entrega su hijo recién nacido a los de la Riva, una familia pudiente, donde podrá tener un futuro agradable. Pero la madre sobrevive y, para poder estar cerca de su hijo, entra a trabajar como ama de cría de su propio hijo.